# Fuentelespino de Haro
Fuentelespino de Haro település Spanyolországban, Cuenca tartományban. Fuentelespino de Haro Alconchel de la Estrella községgel határos. Lakosainak száma 245 fő (2024).

## Népesség
A település népessége az utóbbi években az alábbiak szerint változott:
| Lakosok száma | 318  | 314  | 285  | 293  | 277  | 279  | 258  | 274  | 246  | 245  |
|               | 2001 | 2004 | 2006 | 2009 | 2011 | 2014 | 2016 | 2019 | 2021 | 2024 |